# Рамунчо
«Рамунчо» (фр. Ramuntcho) — роман французского писателя Пьера Лоти. Публиковался с продолжением с 15 декабря 1896 года по 15 февраля 1897 года в Revue de Paris. Отдельным изданием вышел в 1897 году и получил большую популярность; четырежды экранизирован. Это одна из самых успешных работ автора. 
Сюжет романа навеян интересом Лоти к Стране Басков, в которой (по французскую сторону границы) он в 1893 году приобрёл себе дом. Основа сюжета — приключения молодого и страстного баска Рамунчо, который стремится стать полноправным членом сообщества контрабандистов в деревне Эчесар. Книга содержит объёмный фольклорный элемент, и в плане описания национальных обычаев басков, стала своего рода литературным «открытием».
Интерес к Стране Басков возник у Лоти в конце 1891 года, когда он был назначен командовать канонерской лодкой с заданием пресекать контрабанду на испано-французской границе. В дневнике Лоти начало работы над текстом обозначено 1 ноября 1893 года; как и обычно у писателя, для романа в изобилии использовались личные впечатления, отражённые в дневнике.
Французский критик Патрик Бенье в предисловии к изданию 1990 года отмечал, что деревня Эчесар в изображении Лоти предстаёт как своего рода Эдемский сад, страна бесконечного праздника и радости. Таким образом, стремление Рамунчо покинуть его означает и его грехопадение и изгнание из рая. Необходимость выбора между французской и испанской стороной границы для баска Рамунчо составляет главный конфликт, определяющий всю сюжетную конструкцию.
На русском языке роман был издан в 1997 году в составе книги «Избранные романы о любви».

## Сюжет

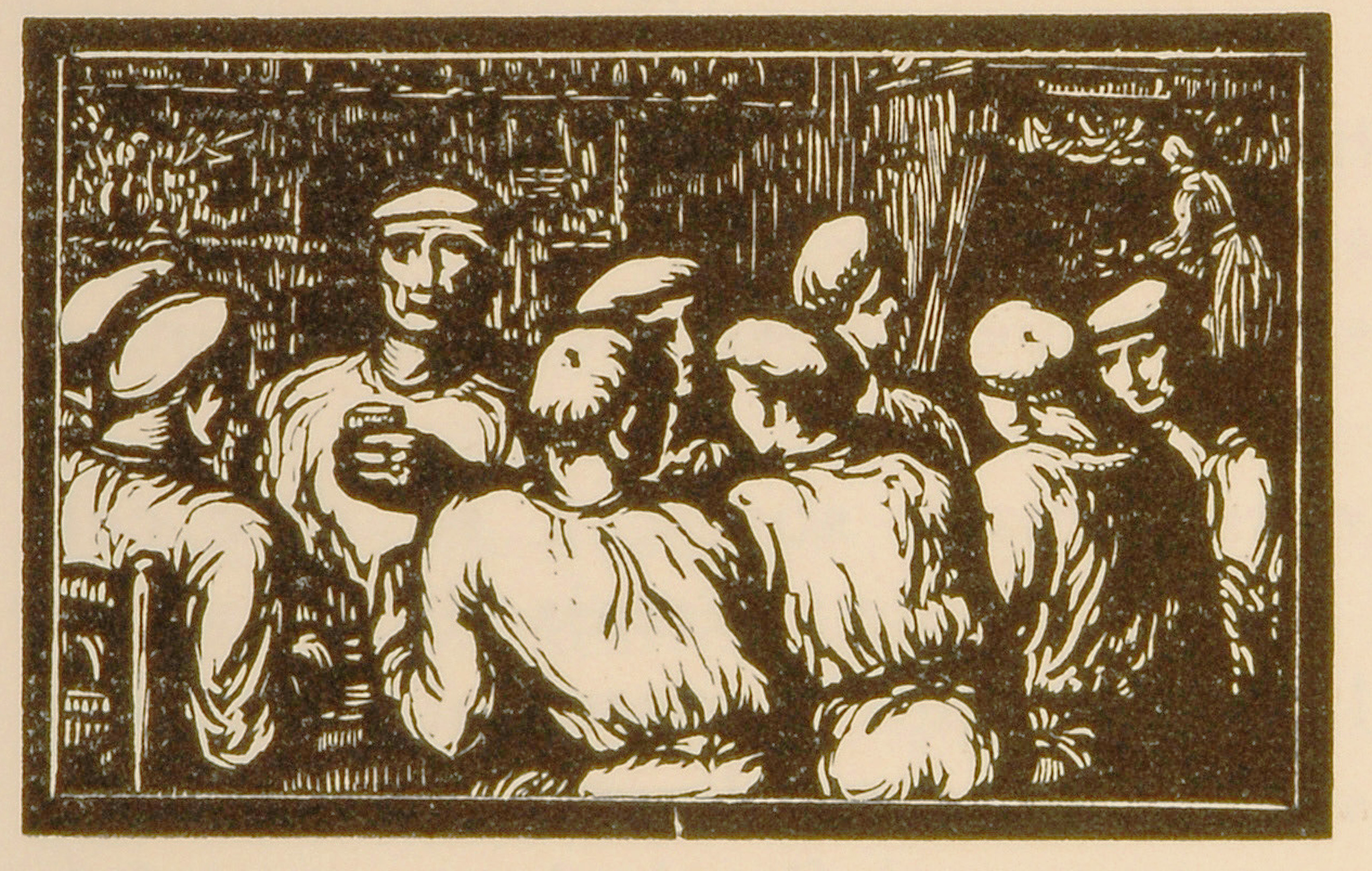
Гравюра Жана-Батиста Веттине «Рамунчо и контрабандисты» (1922)

Роман состоит из двух частей. Действие происходит во французской Стране Басков в конце XIX века. В начале романа Рамунчо — шестнадцати- или семнадцатилетний юноша, который живёт со своей матерью Франкитой в деревне Эчесар, недалеко от испанской границы. В юности Франкита сбежала из Эчесара с иностранцем, в которого была влюблена, а когда отношения завершились, переехала жить в дом своих покойных родителей вместе с маленьким сыном. Молодой Рамунчо успешен как игрок в пелоту (в русском переводе пелота названа лаптой) и как контрабандист. Рамунчо с детства влюблён в Грациозу, но её мать Долорес против их отношений, потому что осуждает прошлое Франкиты. Двое влюблённых строят планы, и при поддержке Грациозы Рамунчо решает получить французское гражданство.

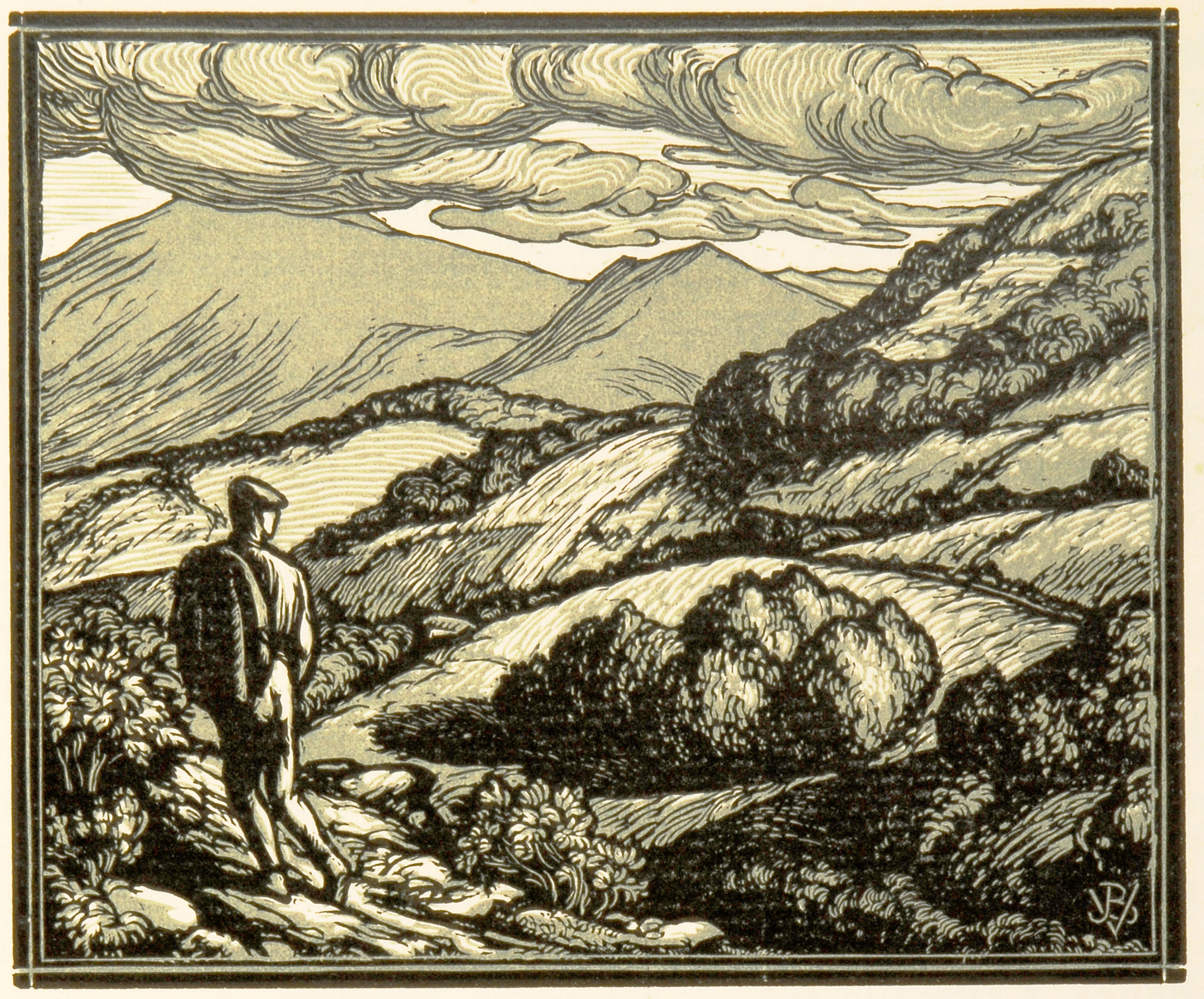
Гравюра Жана-Батиста Веттине «Рамунчо — контрабандист» (1922)

Рамунчо получает письмо от своего дяди Игнасио, который уже много лет живёт в Америке. Игнасио приглашает племянника приехать к нему, а это значит, что Рамунчо и Грациоза могут отправиться в Америку и пожениться. Но Рамунчо должен служить во французской армии, иначе окажется в бегах. Отъезд в таком случае был бы окончательным, а влюблённые хотят иметь возможность вернуться в Страну Басков. Обсудив этот вопрос, они решают, что для Рамунчо лучше всего всё-таки стать солдатом. В день его отъезда Франкита и Долорес обмениваются резкими репликами, и мать Грациозы решительно заявляет, что не отдаст свою дочь замуж за Рамунчо.
Вторая часть начинается с возвращения Рамунчо спустя три года. Мать сообщает сыну плохие новости: желая воспротивиться нежелательному союзу, Долорес отдала дочь в монастырь. Вскоре после возвращения Рамунчо Франкита умирает от лихорадки. При поддержке своего друга Рамунчо решает похитить Грациозу. Однако, когда ему удаётся встретиться со своей бывшей возлюбленной, он обнаруживает, что юная монахиня, взявшая имя Мария-Анжелика, очень изменилась и не собирается покидать монастырь. Рамунчо уезжает в Америку один и, вероятно, так и не вернётся на родину.

## Адаптации

### В театре
В 1908 году Лоти подготовил сценическую версию «Рамунчо», работу над которой начал в 1905. Пьеса была поставлена в парижском театре «Одеон». Премьера состоялась 28 февраля 1908 года. Роль Рамунчо исполнил Рене Александр, роль Грациозы — Сильви. Пьеса «Рамунчо» не имела большого успеха, но стала единственным произведением Лоти, переведённым на баскский язык.

### В кино
- «Рамунчо»[фр.] (1919), режиссёр Жак де Баронселли[5].
- «Рамунчо»[фр.] (1938), режиссёр Рене Барбери[фр.][6].
- «Свадьба Рамунчо»[фр.] (1947), режиссёр Макс де Вокорбей[фр.]. Первый французский цветной фильм[7]. В экранизации изменён финал, а героиню зовут Маричу[8].
- «Рамунчо»[фр.] (1959), режиссёр Пьер Шёндёрффер[9].

## Первое издание
- Loti, P. Ramuntcho. — Paris : Calmann Lévy, 1897. — 372 p.